# Mécanique analytique

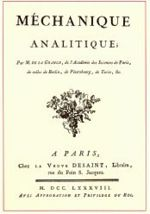
Mécanique analytique (1788)

Mécanique analytique (1788–89) és un tractat de dos volum sobre mecànica analítica, escrit per Joseph Louis Lagrange, i publicat 101 anys més tard que Philosophiæ Naturalis Principia Mathematica d'Isaac Newton. Va consolidar en un sistema unificat i harmoniós els desenvolupaments dispersos de col·laboradors com Alexis Clairaut, Jean d'Alembert, Leonhard Euler, i Johann i Jacob Bernoulli en la transició històrica de mètodes geomètrics, tal com es van presentar en els Principia de Newton, i mètodes d'anàlisi matemàtica. El tractat exposa un gran mètode analític general que estalvia feina i mitjançant el qual tot problema en mecànica es pot expressar en forma d'equació diferencial.

Lagrange va escriure que aquesta obra era completament nova i que amb ella intentava reduir la teoria i l'art de solucionar problemes de mecànica a fórmules generals, proporcionant totes les equacions necessàries per la resolució de cada problema. En particular, va dir...
En aquest llibre no hi ha cap esquema. Els mètodes que explico no requereixen construccions o raonaments ni geomètrics ni matemàtics, sinó únicament operacions algebraiques juntament amb procediments regulars i uniformes. Aquells a qui els agrada l'Anàlisi veuran amb plaer que la Mecànica se n'ha convertit una brancs, i m'agraïran que hagi estès el seu domini.
Ernst Mach descriu l'obra com:
Mécanique analytique... va arribar al grau més elevat de la perfecció... L'objectiu de Lagrange és ... fer accessible, una vegada i per sempre, del raonament necessari per resoldre problemes mecànics, afegint-ne la màxima quantitat d'informació possible en una simple fórmula. Això va fer. Cada cas... pot ara ser solucionat mitjançant un esquema molt simple; i qualsevol raonament que quedi segueix sempre mètodes purament mecànics. La mecànica de Lagrange és una fantàstica contribució a l'economia del pensament.

## Historial de publicació
L'obra va ser publicada per primer cop l'any 1788 (volum 1) i al 1789 (volum 2). Lagrange va elaborar una segona edició substancialment ampliada del volum 1 l'any 1811, cap al final de la seva vida. En el moment de la seva mort, l'any 1813, la seva revisió del segon volum era prou completa, però no va ser publicada fins al 1815.
La segona edició de 1811/15 ha estat traduïda a anglès, i és disponible en línia a archive.org.